# Алект
Алект, римски узурпатор в Британия, завзел властта, след като убил предшественика си Караузий. Малко се знае за този император, но със сигурност е бил финансов министър на Караузий, родом от Батавия.
Притиснат от настъплението на назначения от Диоклециан цезар Констанций Хлор, Алект успява няколко години да се задържи начело най-вече благодарение на лошото време, което осуетявало инванзията на противниците му от континента. Все пак легионите на Констанций дебаркират на острова и окончателно побеждават тези на Алект през 296 г., слагайки край на периода на узурпация на т.нар. Романо-Бритски императори.